# Giles de Braose
Giles de Braose, 5. Lord of Bramber (auch de Briouze) (* um 1170; † 17. November 1215 in Gloucester) war ein englischer Geistlicher. Ab 1200 war er Bischof von Hereford.

## Herkunft und Ausbildung
Giles de Braose entstammte der anglonormannischen Familie Braose. Er war einer der älteren Söhne von William (III) de Braose und dessen Frau Maud de St Valery. Sein Vater war ein bedeutender Baron mit umfangreichen Besitzungen in Südengland, Wales, Irland und der Normandie. Wahrscheinlich hatte sein Vater vor 1170 geheiratet, so dass Giles wahrscheinlich um 1170 geboren wurde. Über seine Jugend und Ausbildung ist nichts bekannt. Möglicherweise war Master Hugh de Mapenore, ein Schreiber seines Vaters, sein Lehrer. Nachdem Giles Bischof geworden war, ernannte er Hugh zum Dekan der Kathedrale von Hereford.

## Wahl zum Bischof von Hereford
Nachdem Johann Ohneland 1199 König geworden war, stand der Vater von Giles hoch in der Gunst des neuen Königs. Der König belohnte seinen loyalen Unterstützer, indem er die Wahl von Giles zum Bischof der seit Ende 1198 vakanten Diözese Hereford durchsetzte. Das Kathedralkapitel hatte zunächst Walter Map zum Bischof gewählt, doch die Wahl wurde vor dem Tod von König Richard I. nicht mehr von diesem bestätigt. Das Kathedralkapitel beugte sich dann dem Wunsch des neuen Königs, und am 24. September 1200 wurde Giles in der St Catherine’s Chapel in Westminster zum Bischof geweiht. Mit der Wahl eines Mitglieds der Familie Braose zum Bischof von Hereford wurde die Macht der Familie in den Welsh Marches weiter gestärkt. Der König förderte in den nächsten Jahren Giles noch weiter. 1201 gewährte er ihm das Recht, in Lydbury North einen Jahrmarkt abzuhalten, und 1204 erlaubte er ihm, sechzehn Hirsche in den Wäldern der Malvern Hills zu jagen.

## Tätigkeit als Bischof

### Geistliche Tätigkeit
Braose erwies sich als aktiver Bischof. Von ihm sind fast 50 Urkunden erhalten, die belegen, dass er seine Diözese effektiv verwaltete. Auch wenn es sich bei diesen Urkunden meist um die Besetzung von kirchlichen Ämtern handelte, zeigen sie, dass Braose über gute Kenntnisse des Kanonischen Rechts verfügte oder zumindest entsprechend gute Ratgeber hatte. Zu seinem Haushalt gehörten neben Kaplänen und einfachen Schreibern bis zu vier weitere Schreiber, die den Titel Magister führten. Zu diesen vier Magistern gehörte Philip, ein Neffe von Walter Map. Neben den Aufgaben in seiner Diözese übernahm Braose ziemlich häufig die Aufgabe, als vom Papst ernannter Richter in kirchlichen Streitfällen zu entscheiden. Dazu zählte unter anderem ein Streit zwischen den Klöstern Llanthony Priory in Wales und Llanthony Secunda in Gloucestershire über die Aufteilung des weit verstreuten Landbesitzes. Zusammen mit den Bischöfen Mauger von Worcester und Eustace von Ely versuchte Braose, diesen Streit 1205 beizulegen.

### Verwicklung in den Streit seines Vaters mit dem König und Exil
Als Bischof von Hereford war Braose auch ein wichtiger Marcher Lord, der dazu seiner mächtigen Familie verbunden war. Deshalb wurde er in den Streit zwischen seinem Vater William de Braose und Fürst Gwenwynwyn von Powys verwickelt, bis dieser Streit im August 1204 durch die Vermittlung von König Johann beigelegt werden konnte. Ab Ende 1206 begann der König aber Braoses Vater zu misstrauen. 1208 befahl der König seinem Söldnerhauptmann Gerard d’Athée, der auch Sheriff von Herefordshire war, Brecon, eine Herrschaft von William de Braose in Südwestwales zu besetzen. Damit bedrohte d’Athée mit seinen Söldnern auch direkt die Diözese Hereford. William de Braose floh daraufhin nach Irland. Ende April und Anfang Mai 1208 musste sich Giles de Braose offenbar im Gefolge des Königs aufhalten und diente damit faktisch als Geisel. Ende Mai 1208 konnte er nach Frankreich fliehen. Der König ließ daraufhin die Besitzungen der Diözese besetzen und  beschlagnahmte die Einkünfte daraus für die Krone. In Frankreich schloss sich Giles de Braose anderen englischen Bischöfen an, die bereits wegen des über England verhängten Interdikts in Exil gegangen waren. Während eines Feldzugs nach Irland konnte König Johann 1210 Maud, die Mutter von Giles de Braose, und seinen ältesten Bruder William gefangen nehmen. Er ließ sie einkerkern und bis Ende 1210 offenbar bewusst verhungern. Sein Vater William de Braose konnte nach Frankreich flüchten, wo er wahrscheinlich Giles aufsuchte. Er starb im September 1211 in Frankreich. Diese Erfahrungen führten mit dazu, dass Giles den walisischen Fürsten Llywelyn ab Iorwerth unterstützte, als dieser 1212 ein Bündnis mit dem französischen König schloss. Um seine Situation in Frankreich zu verbessern, bot sich Giles den französischen Bischöfen als Vertreter an. Im Mai 1210 weihte er auf Bitte von Richard de Gerberoy, dem Bischof von Amiens, eine Kapelle in Saint-Riquier.

### Rolle bei der Anerkennung der Magna Carta, Erbe seines Vaters und Tod
Nachdem Johann Ohneland sich im Mai 1213 Papst Innozenz III. unterworfen hatte, wurde das Interdikt aufgehoben und Braose konnte zusammen mit den anderen Bischöfen nach England zurückkehren. Er erhielt die Besitzungen seiner Diözese zurück, und Ende 1213 besuchte der König die Bischofsstadt Hereford. Er übergab Braose die Rechte an dem Gut von Tetbury, und als der König die Stadt verließ, eskortierte Braose ihn bis Guildford. Dennoch blieb das Verhältnis zwischen dem König und Braose belastet. Anfang 1214 forderte der König Braose und drei weitere Bischöfe auf, den Frieden einzuhalten. Braose beschwerte sich darüber, dass seinem jungen Neffen John, der älteste Sohn seines im Kerker verhungerten Bruders William, sein Erbe vorenthalten würde. Verhandlungen mit dem König über die Besitzungen der Familie scheiterten im Mai 1214. Daraufhin vergab der König die Besitzungen der Familie Braose in Gloucestershire an Henry FitzCount. Im Sommer schloss sich Braose der Adelsopposition gegen König Johann an. Zusammen mit Llywelyn ab Iorwerth erreichte er, dass sich fast alle Marcher Lords der Adelsopposition anschlossen. Nur Hugh de Mortimer blieb gegenüber dem König loyal, weshalb die Rebellen seine Burg Cymaron Castle in Maelienydd angriffen und zerstörten. Der päpstliche Legat Nikolaus von Tusculum konnte aber im Oktober 1214 während einer Versammlung in Wigmore den Konflikt beilegen. Daraufhin schloss sich Braose wieder dem König. In dessen Gefolge war er im Dezember 1214 in Worcester und im Januar 1215 in London. Der König erkannte ihn schließlich als Erben der Besitzungen seines Vaters an, forderte aber am 5. März 1215 eine Gebühr von £ 6000 für die Übertragung des Erbes. Gegen diese zu hohe Summe protestierte Braose, worauf der König anbot, seinem Hofgericht die Entscheidung zu überlassen. Braose war klar, dass das Gericht nicht unparteiisch urteilen würde und schloss sich wieder offen den Rebellen gegen den König an. Seinem Einfluss ist es wahrscheinlich zu verdanken, dass in der Magna Carta gefordert wurde, Gerard d’Athée des Landes zu verweisen. Nachdem Fürst Llywelyn am 17. Mai 1215 Shrewsbury erobert hatte, schlossen sich Giles und sein Bruder Reginald ihm an. Mit walisischer Unterstützung konnten sie Brecon, Hay, Radnor, Builth und Blaenllyfni Castle erobern, die zuvor alle im Besitz ihrer Familie gewesen waren. Als Gegenleistung für die Unterstützung der Waliser verzichtete Giles auf die Herrschaft Elfael mit den lange umkämpften Burgen Painscastle und Colwyn, während sein jüngerer Bruder Reginald Gwladus Ddu, eine Tochter Llywelyns heiratete. Dabei blieb Giles weiter in Verhandlungen mit dem König, bis dieser eine geringere Gebühr für die Übertragung des Erbes anbot. Die Höhe dieser Gebühr ist nicht überliefert, doch am 21. Oktober akzeptierte Braose die Summe, mit der er die Besitzungen und Burgen der Familie sowie die Vormundschaft über seinen Neffen John und dessen Brüder zugesprochen bekam. Bevor er jedoch die Vereinbarung umsetzen konnte, starb er in Gloucester. Er wurde in der Kathedrale von Hereford beigesetzt, wo im späten 13. Jahrhundert ein Grabdenkmal für ihn errichtet wurde. Sein Bruder Reginald übernahm seinen Anspruch auf die Besitzungen der Familie.